# NGC 4948
NGC 4948 est une petite galaxie spirale barrée de type magellanique vue par la tranche et située dans la constellation de la Vierge. Sa vitesse par rapport au fond diffus cosmologique est de 1 451 ± 24 km/s, ce qui correspond à une distance de Hubble de 21,4 ± 1,5 Mpc (∼69,8 millions d'al). NGC 4948 a été découverte par l'astronome américain Lewis Swift en 1887. Cette galaxie a aussi été observée par l'astronome américain DeLisle Stewart en juillet 1899 et elle a été inscrite à l'Index Catalogue sous la cotes IC 4156.
La classe de luminosité de NGC 4948 est II et elle présente une large raie HI.

## Distance de NGC 4948
À ce jour, cinq mesures non basées sur le décalage vers le rouge (redshift) donnent une distance de 13,336 ± 5,338 Mpc (∼43,5 millions d'al), ce qui est à l'extérieur des valeurs de la distance de Hubble. Notons que c'est avec la valeur moyenne des mesures indépendantes, lorsqu'elles existent, que la base de données NASA/IPAC calcule le diamètre d'une galaxie.
Toutes les galaxies du groupe de NGC 4697, à l'exception de deux (UGCA 310 et MCG -1-33-82) présentent des distances de Hubble qui sont supérieures aux distances obtenues par des méthodes indépendantes du décalage vers le rouge. La distance de Hubble moyenne des galaxies est égale à 25,3 ± 2,5 Mpc (∼82,5 millions d'al) et celle des 15 galaxies qui ont trois mesures indépendantes et plus est de 17,4 ± 4,1 Mpc (∼56,8 millions d'al). Selon ces deux valeurs, ce groupe se dirige vers le centre de l'amas de la Vierge en direction opposée de la Voie lactée.

## Supernova
La supernova SN 1994U a été découverte le 27 juin Timothy Barker du collège Wheaton. Cette supernova était de type Ia.

## Groupe de NGC 4697
NGC 4948 fait partie du groupe de NGC 4697. Ce groupe de galaxies compte au moins 19 galaxies dont NGC 4697, NGC 4731, NGC 4775, NGC 4941, NGC 4951, NGC 4958 et IC 3908.
Le groupe de NGC 4697 fait partie de l'amas de la Vierge.